# Otok Šarengrad
Otok Šarengrad (srbohrvaško: Šarengradska ada / Шаренградска ада) je rečni otok na reki Donavi, ki leži na hrvaški-srbski meji, pred hrvaškim naseljem Šarengrad. Obsega površino 9 km2. Otok je del širšega spora o meji med Hrvaško in Srbijo, glede razmejitve obeh držav na Donavi.

## Zgodovina
Stara struga reke Donave je zaradi močnega ovinka na tem območju povzročala težave plovbi. Da bi rešila problem, je Avstro-Ogrska leta 1892 začela kopati kanal, ki bi poravnal tok reke. Po 17 letih je bil kanal Mohovo-Šarengrad leta 1909 dokončno dokončan in posledično je nastal otok Šarengrad. Na novo izkopani kanal bi se postopoma razširil in postal glavni tok reke, nekdanja struga pa bi postala rokav. Tako so otok dejansko premaknili blizu levega brega, ki je sčasoma postal del Srbije.
V času Socialistične federativne republike Jugoslavije je bil otok del Socialistične republike Hrvaške. Med Hrvaško osamosvojitveno vojno sta otok zasedli JLA in srbska milica.
Badinterjev arbitražni odbor je menil, da bi moral meje med republikami postati meje med državami.
Leta 1998 so z Erdutskim sporazumom vzhodno Slavonijo, Baranjo in Zahodno Syrmijo ponovno integrirali s Hrvaško. Vendar pa je otok Šarengrad skupaj z otokom Vukovar ostal pod srbskim vojaškim nadzorom.
Leta 2002 je srbska vojska z otoka streljala na prefekta Vukovarsko-srijemske županije Nikolo Šaferja in njegovo spremstvo, ki je vključilo štiri otroke, ko je šel na sestanek s kolegom iz Srbije. Za to je bil ključni pogovor, da je imela stranka uradno soglasje srbskih uradnikov. 
 Leta 2004 je Srbija z otoka umaknila vojsko, ki je nadomestila srbsko policijo. Vsak državljan Hrvaške se lahko približa otoku, ki prečka mejo Bačka Palanka - Ilok.  Zemljiškoknjižne vpise vodijo hrvaške oblasti, a srbska stran teh lastništev ne prizna. Leta 2009 je bil otok z režimom začasne ureditve odprt za rekreacijske namene.
Hrvaški predsednik Ivo Josipović je februarja 2012 v izjavi za dnevni list Novi list dejal, da dve državi  potrebujeta prožno rešitev za mejne spore na Donavi, ki bi bila kombinacija rešitve, ki bi jo predlagali dve državi. Hrvaški predsednik je dejal, da je treba rešiti, kakršno koli sprejetje, dobro, če bi otok Vukovar sčasoma našli na hrvaški strani meje. Predsednik v svoji izjavi ni omenil drugega podonavskega otoka, otoka Šarengrad.